# Kopalnia otworowa
Kopalnia otworowa – rodzaj zakładu górniczego, w którym złoże kopaliny użytecznej eksploatuje się z głębi ziemi za pomocą specjalnie przygotowanych i uzbrojonych odwiertów wiertniczych. 
Proces eksploatacji złoża odbywa się przez wcześniejsze udostępnienie złóż otworem wiertniczym z powierzchni. Czynnik wydobywczy stanowią media technologiczne (rozpuszczalniki, nośniki ciepła, bakterie, itd.) migrujące przez eksploatowane złoże. Wtłaczanie do złoża mediów i odprowadzanie kopaliny na powierzchnię odbywa się bardzo często tym samym odwiertem. Odwiertami eksploatuje się m.in. złoża siarki (przy użyciu metody Frascha), soli kamiennej i potasowej, gazu ziemnego, wód mineralnych, ropy naftowej. 
Eksploatację złoża prowadzi się metodami opartymi na procesach:
- chemicznych: ługowanie, zgazowanie.
- fizycznych; termiczne wytapianie, wibracyjne urabianie.
- biochemicznych: bakteryjne ługowanie.

Procesy zmieniają stan skupienia kopaliny lub składnika użytecznego na ciekły lub gazowy.

## Kopalnie otworowe w Polsce
Polskie otworowe kopalnie soli:
- czynne
  - Inowrocławskie Kopalnie Soli Solino[3] :
    - Kopalnia Soli Mogilno w Przyjmie[4] 
    - Kopalnia Soli Góra w Radojewicach[4]
- historyczne
  - Otworowa Kopalnia Soli Łężkowice w Łężkowicach, działająca w latach 1968–1987; należała do Kopalni Soli Bochnia[5] [6] 
  - Kopalnia Otworowa Barycz działająca w latach 1924–1998; należała do Kopalni Soli Wieliczka[7]